# Le Mesnil-Esnard
Le Mesnil-Esnard ist eine französische Gemeinde im Département Seine-Maritime in der Region Normandie. Die Gemeinde befindet sich im Arrondissement Rouen, im Kanton Le Mesnil-Esnard. Die Gesamtbevölkerung betrug zum 1. Januar 2022 7998 Einwohner, die Mesnillais(es) genannt werden.

## Geographie
Le Mesnil-Esnard liegt nahe der Seine, etwa fünf Kilometer südöstlich von Rouen. Die Gemeinde wird umgeben von Bonsecours und Saint-Léger-du-Bourg-Denis im Norden, Saint-Aubin-Épinay und Franqueville-Saint-Pierre im Osten, Belbeuf im Süden und Amfreville-la-Mi-Voie im Westen. 
Durch die Gemeinde führt die frühere Route nationale 14. 

## Geschichte
Vor dem 10. Jahrhundert befand sich hier eine kleine Kapelle des heiligen Leonhard.
| Bevölkerungsentwicklung | Bevölkerungsentwicklung | Bevölkerungsentwicklung | Bevölkerungsentwicklung | Bevölkerungsentwicklung | Bevölkerungsentwicklung | Bevölkerungsentwicklung | Bevölkerungsentwicklung | Bevölkerungsentwicklung |
| ----------------------- | ----------------------- | ----------------------- | ----------------------- | ----------------------- | ----------------------- | ----------------------- | ----------------------- | ----------------------- |
| Jahr                    | 1962                    | 1968                    | 1975                    | 1982                    | 1990                    | 1999                    | 2006                    | 2011                    |
| Einwohner               | 2577                    | 2726                    | 3885                    | 5076                    | 6092                    | 6486                    | 6623                    | 7253                    |

## Sehenswürdigkeiten
- Kirche Notre-Dame aus dem 12. Jahrhundert mit wesentlichen Umbauten aus dem 17. Jahrhundert
- Don-Bosco-Kirche
- Rathaus, errichtet 1937